# أرمانية
قرية أرمانية هي إحدى القرى التابعة لمركز إيتاي البارود في محافظة البحيرة في جمهورية مصر العربية. حسب إحصاءات سنة 2006، بلغ إجمالي السكان في أرمانية 4466 نسمة، منهم 2266 رجل و2200 امرأة.

## التاريخ
قرية أرمانية من القرى القديمة، واسمها الأصلي وقت الفتح الإسلامي لمصر أرمونيم، وقد وردت باسم أرمنيه في أعمال البحيرة ضمن قرى الروك الصلاحي التي أحصاها ابن مماتي في كتاب قوانين الدواوين، كما وردت باسم أرمنيه في أعمال البحيرة ضمن قرى الروك الناصري التي أحصاها ابن الجيعان في كتاب «التحفة السنية بأسماء البلاد المصرية». وفي العصر العثماني كان اسمها في تربيع سنة 933هـ/1527م الذي أجراه الوالي العثماني سليمان باشا الخادم في عصر السلطان العثماني سليمان القانوني أرمنيه ضمن قرى ولاية البحيرة، وفي تاريخ 1228هـ/1813م الذي عدّ قرى مصر بعد المسح الذي قام به محمد علي باشا باسم أرمانية ضمن قرى مديرية البحيرة.

## من أعلام القرية
- القارئ الدكتور فرج الله الشاذلي